# Герасименко Микола Купріянович
Мико́ла Купрія́нович Герасиме́нко (нар. 10 березня 1931, Неграші, Києво-Святошинський район, Київська область, Україна) — український письменник, прозаїк, гуморист, публіцист, громадський діяч. Член Київської обласної організації НСПУ (з 1997).

## Життєпис
Після закінчення 8 класів сільської школи навчався в Київському суднобудівному технікумі, потім закінчив Чечено-Інгушський педінститут м. Грозний, Чечня, РФ, 1965.
Офіцер у відставці. З 1950 по 1976 рік служив у Збройних силах СРСР. В 1976—1986 роках працював кореспондентом Києво-Святошинської районної газети «Шлях до комунізму».
В 1993 році був одним із ініціаторів заснування Києво-Святошинської районної організації Спілки Офіцерів України. В 1993—1995 роках обраний заступником, а з 1996 по 2000 рік головою районної організації Спілки офіцерів України. Учасник Помаранчевої революції.
Нагороджений багатьма медалями.

## Твори
Друкувався з 1967 року, автор півтора десятка збірок гумору, книжок і казок для дітей.
«Лагідний Яків» (К., 1985), «Приснись мені, моя рибонько» (В., 1992);
«Хоробрий Степанко» (К., 1986), «Шкідливі вареники» (Чг., 2000), «Навіщо лисиці хвіст» (Чг., 2004), «Пригоди Сергійка Вітряка» (К., 2005), «Новина» (К., 1999), «Лисяча порада» (К., 1999), «Хитра миша» (Чг., 2002), «Красуня мавпа» (Х., 2002; укр. і рос. мовами);
«Святкові розваги» (Яблунька-2006 № 6)
«Подорож в країну Шоколадію» (2006);
«Закохався Їжак в Черепаху» (2006)
«Політ на черешні»(К.: Грані-Т, 2008);
«Вірна прикмета» (Х.,2009);
«Пригоди сергійка Вітряка, описані Миколою Герасименком» та інші.
Історії Герасименка про дітей — дотепні, написані з гумором і знанням дитячої психології. Окремі твори друкувалися російською, білоруською і чуваською мовами.
За книгою «Політ на черешні», яка є зразком сучасної дитячої прози, розроблений урок позакласного читання, та вікторина.
Учасник багатьох творчих форумів.
В 1999 році удостоєний літературної премії ім. Степана Руданського.
Помер 11 грудня 2009 року, похований на цвинтарі с. Неграші.
Дитячі твори з книги «Хоробрий Степанко»: Як і домовились — https://chl.kiev.ua/pub/Publication/Show/631
Хоробрий Степанко — https://chl.kiev.ua/pub/Publication/Show/630
Подарунок — https://chl.kiev.ua/pub/Publication/Show/629
Надія на бабусю — https://chl.kiev.ua/pub/Publication/Show/632
Магніт — https://chl.kiev.ua/pub/Publication/Show/633